# Николай Радомский
Миколай из Радома (пол. Mikołaj z Radomia, также известен под именами Николай Радомский, Мыколай Радомский, Мыкола с Радома, Николаус Радоменсис, Николас де Радом, Н. де Радом и так далее) — польский средневековый композитор, автор полифонической музыки, живший и работавший в первой половине XV века.

## Биография
Сведения о его жизни крайне скудны. Фактически он известен только по подписям к некоторым композициям: например, «Н. де Радом», «Николас де Радом» и «Мыколай Радомский». Исследования, целью которых является идентификация композитора, продолжаются до сих пор. Считается, что автор этих композиций может быть идентичен работавшему в 20-х годах XV века в Вавеле придворному клавесинисту Софии Гольшанской (Nicolaus clavicembalista dominae reginae Poloniae), хотя выдвинутые в научной литературе (например, Х. Муселяка) гипотезы о личности кого-либо из упомянутых под этим именем (например, «„Nicolaus clavicembalista dominae reginae Poloniae“, упомянут в 1422 году как „Николас Геральди де Радом“, учился в Кракове, где получил магистерскую степень, в 1389—1391 годах упомянут в актах Ватикана как священник, уроженец Радома и связанный с Краковской епархией; несколько Мыколаев из Кракова обучались в Краковской академии в 1420—1426 и других годах; есть несколько подписанных таким образом рукописей 2-й половины XIV и 2-й половины XV века, хранящихся в Ягеллонской библиотеке; также упомянут [такой] псалмопевец в Вавельском соборе в 1460 году») до сих пор не имеют научного подтверждения. Произведения, подписанные буквой M. и содержащиеся в двух рукописных сборниках польской полифонической музыки середины XV века (датированных примерно 1440 годом), не могут идентифицироваться с иными композиторами.

## Творчество
Миколай Радомский был автором светских и духовных музыкальных произведений Бургундской школы. Приписываемые ему работы являются единственными образцами данного направления в средневековой Польше. До настоящего времени сохранилось девять произведений, приписываемых композитору, наиболее известными из которых являются мотет Магнификат на три голоса и Hystorigraphi aciem mentis — датированный 1426—1427 годами панегирик в честь королевской четы: Ягайло и Софьи Гольшанской, а также их новорождённого сына (будущего Казимира IV).